# Jeneiné Gyulai Ilona
Jeneiné Gyulai Ilona, született Gyulai Ilona (Kolozsvár, 1946. június 12. – Nagyvárad, 2021. augusztus 25.) világbajnok romániai magyar tőrvívó.

## Pályafutása
Szatmárnémetiben Csipler Sándor edző irányításával kezdte pályafutását. 1964-ben második helyezett lett az ifjúsági világbajnokságon, ugyanebben az évben a tokiói olimpián a román csapattal az ötödik helyen végzett. 1965-ben ismét ezüstérmet szerzett az ifjúsági világbajnokságon. Az 1969-es világbajnokságán egyéniben hatodik helyet szerzett, csapatban pedig ezüstérmes lett.  1964 és 1976 között négy olimpián vett részt. A román női tőrvívó csapattal kétszer volt olimpiai bronzérmes (1968, 1972) és négyszer világbajnoki bronzérmes (1973, 1974, 1975, 1977).
Első férje Ion Drîmbă olimpiai bajnok vívó, második férje Jenei Imre labdarúgó.